# Rausch (Familienname)
Rausch ist ein deutscher Familienname.

## Namensträger
- Adolf Rausch (1800–1841), badischer Verwaltungsjurist
- Albert H. Rausch (Henry Benrath, 1882–1949), deutscher Schriftsteller
- Alexander Rausch (* 1971), österreichischer Musikwissenschaftler
- Alfred Rausch (1897–1964), deutscher Jurist in der Finanzverwaltung
- Anton Rausch (Maler) (1882–1939), deutscher Maler und Radierer
- Anton Rausch (Widerstandskämpfer) (1913–1944), österreichischer Widerstandskämpfer
- Bettina Rausch (* 1979), österreichische Politikerin (ÖVP), Trainerin und Moderatorin; seit 2008 Mitglied des Bundesrates
- Burghard Rausch (* 1947), deutscher Schlagzeuger, Radiomoderator und Journalist
- Daniel Rausch (* 1963), deutscher Politiker (AfD)
- Eberhard Rausch (* 1947), deutscher Eiskunstläufer
- Edwin Rausch (1906–1994), deutscher Psychologe
- Emil Rausch (Theologe) (1807–1884), deutscher evangelischer Theologe
- Emil Rausch (Offizier) (1877–1914), deutscher Offizier
- Emil Rausch (Schwimmer) (1883–1954), deutscher Schwimmer
- Ernst Rausch (1889–1977), deutscher Bauingenieur
- Felix Rausch (1908–nach 1966), österreichischer Kaufmann und jüdischer Überlebender des Holocaust
- Franz Rausch (1792–1877), österreichischer Klavierbauer
- Franz Rausch von Traubenberg (1743–1816), österreichischer Ordensgeistlicher (SJ), nach Ordensaufhebung Weltpriester, Mathematiker und Hochschullehrer
- Friedel Rausch (1940–2017), deutscher Fußballspieler und -trainer
- Friedhelm Rausch (1931–2003), deutscher Polizeioffizier und Präsident der Volkspolizei Berlin
- Götz Olaf Rausch (1921–1992), deutscher Schauspieler und Theaterregisseur
- Günter Rausch (* 1952), deutscher Pädagoge
- Günther Rausch (1909–1964), deutscher SS-Offizier und Führer des Sonderkommandos 7b in der Einsatzgruppe B
- Hans-Georg Rausch (1915–1993), deutscher Pfarrer, inoffizieller Mitarbeiter des MfS
- Hartmut Rausch (1943–2011), deutscher Hausmeister und Kunstsammler
- Heinrich Rausch von Traubenberg (1880–1944), baltendeutscher Physiker und Hochschullehrer
- Heinz-Volker Rausch (1940–1999), deutscher Politikwissenschaftler
- Helke Rausch (* 1969), deutsche Historikerin
- Helmut Rausch (1936–2013), deutscher Unternehmer und Kunsthistoriker
- Heribert Rausch (* 1942), Schweizer Rechtswissenschaftler
- Hubert Rausch (* 1947), österreichischer Insektenkundler
- Irma Jakowlewna Rausch (* 1938), russische Schauspielerin und Regisseurin
- Jakob Rausch (1889–1986), deutscher Lehrer, Heimatforscher und Archivar
- James Steven Rausch (1928–1981), US-amerikanischer Geistlicher, römisch-katholischer Bischof von Phoenix
- Jean-Marie Rausch (1929–2024), französischer Unternehmer und Politiker
- Jochen Rausch (* 1956), deutscher Musiker und Journalist
- Jonah Rausch (* 1990), deutscher Schauspieler und Synchronsprecher
- Josef Rausch (Geistlicher) (1883–1959), deutscher katholischer Geistlicher, Heimatforscher und Chronist
- Josef Rausch (Architekt) (1899–1980), deutscher Architekt
- Josef Rausch (Historiker) (* vor 1945), österreichischer Militärhistoriker
- Jürgen Rausch (* 1961), deutscher Bildungs- und Sozialwissenschaftler
- Karin Rausch (* 1949), deutsche Übersetzerin
- Karl Rausch (Journalist) (Austriacus; 1847–1930), österreichischer Journalist und Lehrer
- Karl Rausch (Politiker) (1876–1951), deutscher Politiker (SPD)
- Karl-Friedrich Rausch (* 1951), deutscher Manager
- Karl Julius Rausch (1844–1911), deutscher Theologe, Mitglied des Provinziallandtages der Provinz Hessen-Nassau
- Konstantin Rausch (* 1990), russlanddeutscher Fußballspieler
- Leonhard Rausch (1813–1895), deutscher Maler
- Lotte Rausch (1911–1995), deutsche Schauspielerin
- Maria Becke-Rausch (* 1923), deutsche Bildhauerin
- Maxim Rausch (* 2003), deutscher Eishockeyspieler
- Nicolas Rausch (1900–1977), luxemburgischer Radrennfahrer
- Nina Rausch (* 1982), deutsche Schauspielerin
- Olaf Rausch (* 1960), Chefinspizient am Deutschen Schauspielhaus
- Otto Rausch (Künstler) (1923–2000), Schweizer Bildhauer, Maler, Grafiker und Kunstpädagoge
- Otto Rausch (1929–2022), deutscher Architekt
- Peter von Rausch (1793–1865), deutscher Porträtmaler und Lithograph
- Ralf Rausch (* 1964), deutscher Badmintonspieler
- Randolf Rausch (* 1950), deutscher Geologe
- Renate Rausch (1930–2007), deutsche Soziologin
- Robert L. Rausch (1921–2012), US-amerikanischer Zoologe und Parasitologe
- Roman Rausch (* 1961), deutscher Schriftsteller
- Rudolf Rausch (1906–1984), deutscher Schriftsetzer, Jugendfunktionär (SAJ/Rote Falken), Widerstandskämpfer gegen den Faschismus, Chef der Thüringer Landespolizei
- Thomas Rausch (Theologe) (Thomas Peter Rausch; * 1941), US-amerikanischer Ordensgeistlicher, Theologe und Hochschullehrer
- Thomas Rausch (Botaniker) (* 1953), deutscher Botaniker, Ökologe und Hochschullehrer
- Thomas Rausch (Fußballspieler) (* 2000), deutscher Fußballspieler
- Tobias Rausch (Regisseur) (* 1972), deutscher Regisseur und Autor
- Tobias Rausch (Politiker) (* 1990), deutscher Politiker (AfD), MdL
- Ulrich Rausch (* 1965), deutscher Zauberkünstler
- Viktor Rausch (1904–1985), deutscher Bahnradfahrer
- Walter Rausch (1928–2022), österreichischer Kakteenspezialist
- Wilhelm Rausch (Politiker) (1793–1845), Gastwirt und Landtagsabgeordneter Großherzogtum Hessen
- Wilhelm Rausch (Historiker) (1927–2019), österreichischer Historiker
- Willi Rausch (1936–2015), ehemaliger Abgeordneter des Hessischen Landtags
- Willibald Rausch (1835–1900), bayerischer Lehrer und Abgeordneter
- Wolfgang Rausch (1947–2025), deutscher Fußballspieler